# Women's Lib
El Women's Lib és l'abreviatura de Women's Liberation Movement (Moviment d'alliberament de les dones), als Estats Units. Des dels anys 1960, les dones que formen part d'aquest moviment protesten contra totes les formes de sexisme i de discriminació del qual són víctimes, i reclamen una real igualtat dels drets amb els homes.
El Women's Lib correspon a la segona ona del feminisme del segle xx, que havia començat amb les reivindicacions de les "sufragistes". (El 26 d'agost de 1920 les dones americanes van obtenir el dret de vot). Aquesta segona onada va lligar amb l'esperit contestatari dels anys 60 i 70, de vegades amb posicions molt radicals. Va assimilar les seves reivindicacions amb les d'altres col·lectius (negres, hippies, etc.) en el context de la lluita pels drets civils als EUA. Avui, el Women's Lib americà és encarnat per diverses organitzacions, NOW o Nacional Organization of Women, Feminist Majority, Planned Parenthood...
Representants del moviment són Betty Friedan, Juliet Mitchell i Germaine Greer.